# دانشگاه علوم پزشکی هرمزگان
دانشگاه علوم پزشکی و خدمات بهداشتی درمانی هرمزگان از جمله دانشگاه‌های زیرمجموعه وزارت بهداشت و درمان و آموزش پزشکی است که در شهر بندرعباس مرکز استان هرمزگان قرار دارد.

## تاریخچه
پیشینهٔ فعالیت‌های آموزشی این دانشگاه به تأسیس مجموعهٔ آموزشی و پژوهشی هرمزگان توسط سازمان منطقه‌ای بهداری استان هرمزگان برمی‌گردد.
این مجموعه در بهمن‌ماه ۱۳۶۵ از سوی وزارت بهداشت، درمان و آموزش پزشکی به دانشکدهٔ پرستاری و مامایی تغییر نام یافت و در همان سال با پذیرش ۹۸ دانشجو در رشته‌های پرستاری و مامایی به فعالیت خود ادامه داد.
اسفندماه همان سال، دانشکدهٔ پزشکی بندرعباس هم تأسیس شد و فعالیت آموزشی خود را با پذیرش ۱۴۰ دانشجوی پزشکی آغاز کرد.

## دانشکده‌ها
در حال حاضر دانشگاه علوم پزشکی و خدمات بهداشتی درمانی هرمزگان دارای ۷ دانشکده و یک مجتمع عالی آموزش سلامت است.
از این تعداد ۶ دانشکده‌ها در شهر بندرعباس قرار دارند، یک دانشکده در بندرلنگه و یک مجتمع عالی آموزش سلامت هم در شهر میناب است.
- دانشکدهٔ بهداشت
- دانشکدهٔ پرستاری و مامایی هرمزگان این دانشکده در سال ۱۳۶۲ با پذیرش ۴۰ دانشجوی کاردانی پرستاری آغاز به کار کرد در سال ۱۳۶۴ در رشتهٔ کاردانی مامایی نیز دانشجو پذیرفت. در سال ۱۳۶۶ رشتهٔ کارشناسی پرستاری هم در این دانشکده دایر شد.[۴]
- دانشکدهٔ پیراپزشکی این دانشکده در بهمن ماه ۱۳۶۲ تأسیس شد و در ابتدا با پذیرش دانشجو در رشتهٔ کاردانی اتاق عمل در سال ۱۳۶۴ فعالیت خود را آغاز کرد.[۵]
- دانشکدهٔ پزشکی بندرعباس دانشکدهٔ پزشکی بندرعباس در سال ۱۳۶۵ در مجاورت بیمارستان زنان و زایمان دکتر شریعتی تأسیس شد. این دانشکده از سال ۱۳۷۳ با تأیید وزارت بهداشت و درمان و آموزش پزشکی اقدام به پذیرش و آموزش دستیار در رشته‌های داخلی، پاتولوژی، زنان، اطفال و جراحی نمود.[۶]
- دانشکدهٔ داروسازی و علوم دارویی دانشکدهٔ داروسازی و علوم دارویی بندرعباس در بهمن ماه ۱۳۹۴ افتتاح شد و از همان زمان پذیرش دانشجو در این دانشکده آغاز شد.[۷]
- دانشکدهٔ دندان‌پزشکی مجوز تأسیس این دانشکده با هدف عالی ارتقا سطح سلامت دهان و دندان و نهادینه کردن علم و توسعهٔ علم دندانپزشکی در استان هرمزگان صادر شد و از مهرماه ۱۳۸۷ به منظور تأمین نیروی انسانی ماهر و بومی پذیرش دانشجو در مقطع دکترای عمومی با اولویت پذیرش دانشجویان بومی استان شروع شد.[۸]
- مجتمع عالی آموزش سلامت میناب
- دانشکدهٔ پرستاری بندر لنگه[۹]

## شعبهٔ بین‌الملل
دانشگاه علوم پزشکی هرمزگان از سال ۱۳۸۷ اقدام به پذیرش دانشجو در شعبهٔ بین‌الملل واقع در جزیرهٔ قشم نموده‌است.
- دانشکدهٔ پزشکی
- دانشکدهٔ دندانپزشکی

## بیمارستان‌های آموزشی

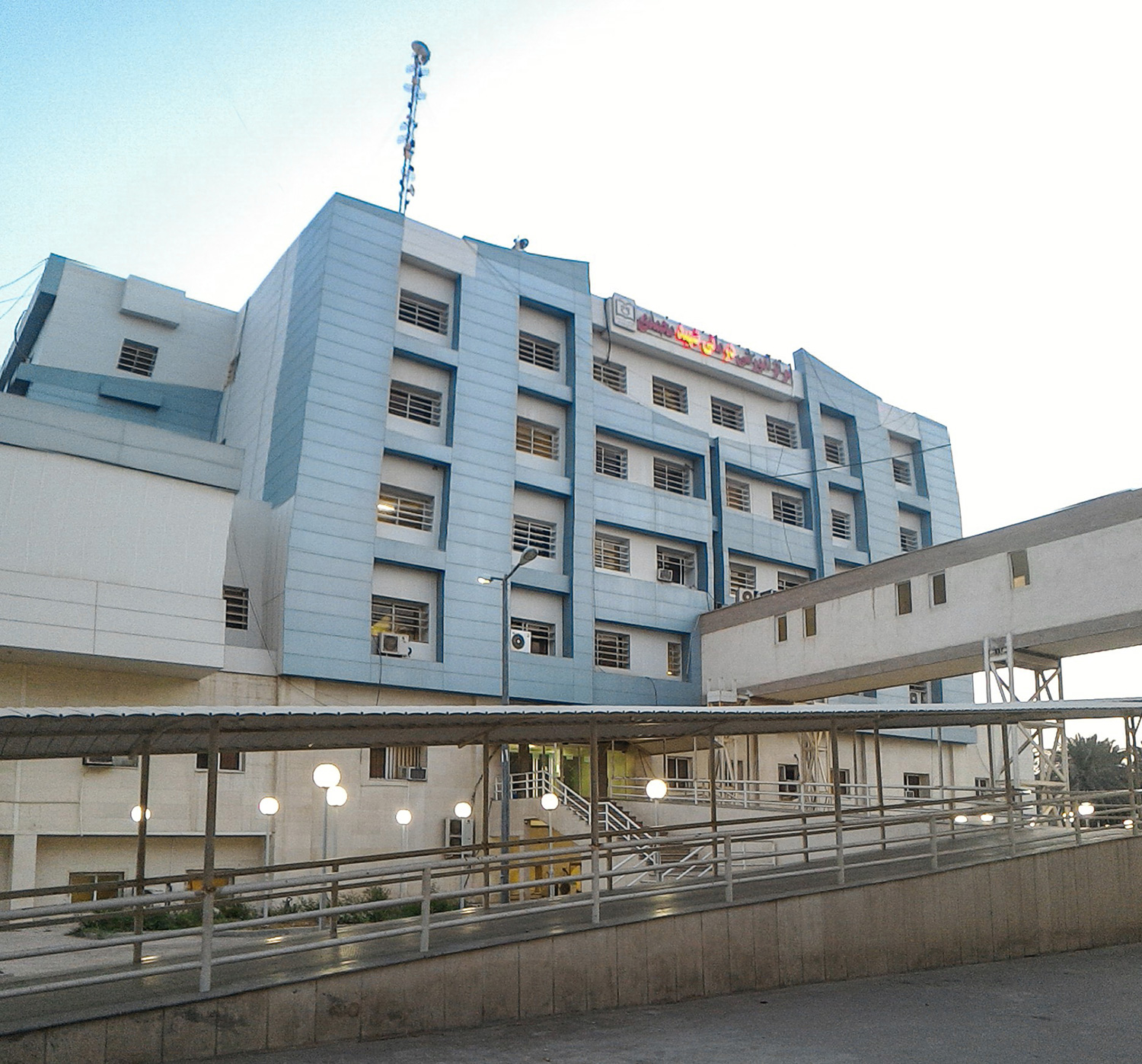
بیمارستان شهید محمدی بندرعباس

دانشگاه علوم پزشکی هرمزگان در نقاط مختلف استان دارای مراکز و بیمارستان‌های آموزشی درمانی است که عبارت‌اند از:
- مجتمع آموزشی، درمانی و پژوهشی پیامبراعظم  بندرعباس
- بیمارستان شهید محمدی بندرعباس
- بیمارستان و زایشگاه دکتر شریعتی
- بیمارستان کودکان بندرعباس
- بیمارستان ابن‌سینا بندرعباس (وب‌سایت)
- بیمارستان ابوالفضل میناب (وب‌سایت)
- بیمارستان شهدای بندرلنگه (وب‌سایت)
- بیمارستان پیامبر اعظم قشم (وب‌سایت)
- بیمارستان رستمانی پارسیان (وب‌سایت)
- بیمارستان امام علی رودان (وب‌سایت)
- بیمارستان فارابی بستک (وب‌سایت)
- بیمارستان فاطمه‌الزهرا حاجی‌آباد (وب‌سایت)
- بیمارستان بقیةالله بشاگرد (وب‌سایت)
- بیمارستان امام سجاد سیریک (وب‌سایت)
- بیمارستان پارس ابوموسی (وب‌سایت)
- بیمارستان نیاپور بندرخمیر (وب‌سایت)
- بیمارستان خاتم‌الانبیاء جاسک (وب‌سایت)

## انتشارات
- مجله پزشکی هرمزگان

راهبردهای توسعه در آموزش پزشکی
مجله اطلاع‌رسانی پزشکی نوین
مجله طب پیشگیری
مجله پزشکی مولکولی بایگانی‌شده  در ۴ مارس ۲۰۱۶ توسط Wayback Machine
== استادان و دانش آموختگان =در حال حاضر دکتر غلامعلی جاودان سرپرستی دانشگاه را عهده‌دار هستند. ازجمله استادان شاخص دانشگاه علوم پزشکی و خدمات بهداشتی درمانی هرمزگان می‌توان به افراد زیر اشاره کرد:
- دکتر یعقوب حامدی
- دکتر حسین فرشیدی
- دکتر علیرضا مویدی
- دکتر سلما نادری